# 西藏青少年活动中心
西藏青少年活动中心是中国西藏自治区首个自治区级青少年活动中心，位于拉萨市柳梧新区。主体工程2010年底竣工，2011年正式投入使用。